# توماس تانغ
توماس تانغ (بالإنجليزية: Thomas Tang)‏ هو قاضي أمريكي، ولد في 11 يناير 1922 في فينيكس في الولايات المتحدة، وتوفي بنفس المكان في 18 يوليو 1995.